# Хорватська військова границя

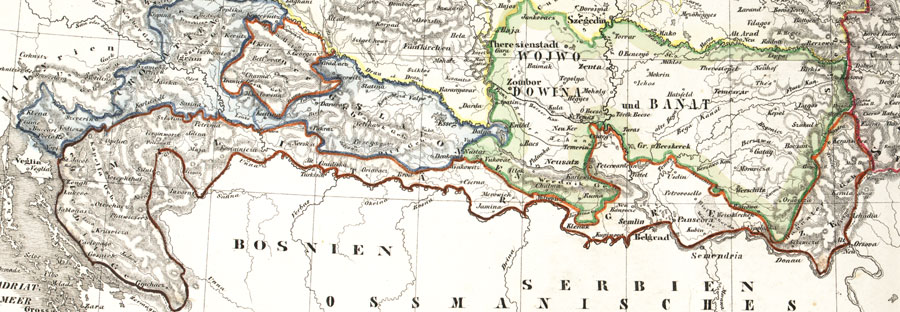
Військова границя

Хорватська військова границя (хорв. Hrvatska vojna krajina, Hrvatska vojna granica, нім. Kroatische Militärgrenze, угор. Horvát határőrvidék) — частина Військової границі Австрійської (згодом Австро-Угорської) імперії.

## Історія
Створена у другій половині XVI століття на території земель, що належали Королівству Хорватія. Початково номінально була частиною Королівства; у 1627 була приєднана до Військової границі під прямим управлінням Габсбургів. Розташовувалася на кордоні з Османською імперією. Імператори обіцяли безкоштовні земельні наділи та свободу віросповідання людям, які погоджувались оселитися в адміністративних межах границі в районах компактного проживання хорватів, сербів та волохів. Натомість люди, що проживали на цих землях, зобов'язувались воювати за них та за імперію. У 1630 імператор Фердинанд II запровадив Волоські статути, за якими до військової служби долучалися чоловіки віком від 16 до 66 років. Наприкінці XVII століття Габсбурги розширили свої володіння й кордони Хорватської Військової границі збільшилися за рахунок включення до її складу деяких колишніх османських земель на сході. У 1783 вона перейшла під контроль Хорватського Генерального штабу в Загребі. 8 серпня 1873 Військова границя Австро-Угорщини була демілітаризована. Хорватська Військова границя проіснувала до 15 липня 1881; після ліквідації границі її землі були включені до Королівства Хорватії і Славонії.

## Географія
Хорватська Військова границя включала в себе географічні регіони Лика, Кордун, Бановина та межувала з узбережжям Адріатичного моря на заході, Венеційською республікою на півдні, Королівством Хорватія на північному заході, Османською імперією на південному сході, Славонським королівством на сході та Угорським королівством на півночі. Її межі простягалися до кордонів Славонської військової границі в районі злиття рік Уна та Сава. 

## Поділ
Хорватська Військова границя поділялася на три генералати — Вараждинський, Карловацький та Загребський, які, в свою чергу, поділялися на вісім полків.
- Карловацький генералат
  - Полк № 1 (Лика)
  - Полк № 2 (Оточаць)
  - Полк № 3 (Огулин)
  - Полк № 4 (Слунь)

- Вараждинський генералат
  - Полк № 5 (Крижевці)
  - Полк № 6 (Джурджеваць)

- Загребський генералат
  - Полк № 10 (Глина)
  - Полк № 11 (Петриня)

## Демографія
У 1802 населення Хорватської військової границі складалося з:
- римо-католиків (195 300 осіб)
- православних християн (180 800 осіб)

У 1820 населення границі складалося з:
- римо-католиків (207 747 осіб)
- православних християн (198 728 осіб)

Згідно з угорськими статистичними даними, у 1840 населення границі складало 498 947 осіб та мало наступний етнічний склад:
- хорвати (258 454 особи)
- серби (240 493 особи)

Релігійний склад (станом на 1857):
- римо-католики (285 344 особи)
- православні християни (253 429 осіб)
- східні католицькі церкви (5 433 особи)

74,8% економічно активного населення границі було зайнято в сільському господарстві, 18,63% задіяно в армії, 3,11% — у промисловості.